# Lie Lie Live
 (mars 2025).
Albums de Serj Tankian
Elect the Dead
(2007) Elect the Dead Symphony
(2010)
Lie Lie Live est un EP de Serj Tankian, publié en exclusivité sur la plateforme de téléchargement musical Napster (alors Rhapsody). Il contient des enregistrements live ainsi que des remixs. 

## Liste des titres
Tous les titres sont écrits par Serj Tankian
| Lie Lie Live | Lie Lie Live                                           | Lie Lie Live | Lie Lie Live | Lie Lie Live | Lie Lie Live | Lie Lie Live | Lie Lie Live | Lie Lie Live | Lie Lie Live |
| No           | Titre                                                  | Durée        |              |              |              |              |              |              |              |
| ------------ | ------------------------------------------------------ | ------------ | ------------ | ------------ | ------------ | ------------ | ------------ | ------------ | ------------ |
| 1.           | Lie Lie Lie (Live from MySpace's The List)             | 3:49         |              |              |              |              |              |              |              |
| 2.           | The Unthinking Majority (Live from MySpace's The List) | 3:53         |              |              |              |              |              |              |              |
| 3.           | Empty Walls (Victorious Club Mix)                      | 5:45         |              |              |              |              |              |              |              |
| 4.           | Sky is over (Fawk Yeah Remix)                          | 3:39         |              |              |              |              |              |              |              |
| 5.           | Empty walls (Dub Remix)                                | 4:01         |              |              |              |              |              |              |              |
| 21:07        |                                                        |              |              |              |              |              |              |              |              |

## Participants

### Enregistrements live
Serj Tankian et les Flying Cunts of Chaos
- Serj Tankian — chant, clavier, synthétiseur
- Mario Pagliarulo — bass, chœurs
- Erwin Khachikian — clavier, piano, synthétiseur, chœurs
- Troy Zeigler — batterie, chœurs
- Dan Monti — guitare, chœurs
- Larry "Ler" LaLonde — guitare, chœurs

### Remixs
- DJ LethalRush — Empty Walls (Victorious Club Mix)
- DJ C-Minus — Sky Is Over (Fawk Yeah Remix)